# 董昭
董昭（156年—236年7月4日），字公仁，濟陰定陶人，東漢末年人物。先後事奉袁紹、張楊、曹操、曹丕、曹叡。

## 生平

### 袁紹猜忌
董昭舉孝廉，就任癭陶縣縣長、柏人縣縣令；曾以癭陶縣長的身份接待新任冀州刺史賈琮。後袁紹封其為參軍。界橋之戰期間，巨鹿太守李邵欲投降公孫瓚。袁紹聽聞後指派董昭代領巨鹿太守。当地大姓孙伉等数十人主谋作乱，董昭到任即诈称有袁绍檄文，称得到敌方侦察兵安平人张吉的口供，敌人将进攻巨鹿，以孙伉为内应，于是诛杀孫伉。附近數郡因此都歸順。碰巧魏郡太守栗攀 （董昭傳載栗攀，袁紹傳引《英雄記》名栗成）為士兵所殺，袁紹以董昭代領魏郡太守。當時附近賊人以萬計，能夠互相遣使往來交易。董昭厚待賊人，用計離間賊寇之間，並乘虛討伐，大破賊寇。後來董昭弟弟董訪在與袁紹不和的張邈軍中，袁紹因讒言欲加罪於董昭，逼使董昭出逃。

### 張楊庇護
董昭欲往漢獻帝所在，到河內郡為張楊所留，被封為騎都尉。初平三年（192年）曹操遣使張楊欲借道長安迎接天子，張楊初期不許，為董昭說服。董昭為曹操寫作書信給與長安諸將李傕、郭汜等。曹操重金賄賂張楊後獲得准許遣使往天子所在安邑，董昭跟隨，封為議郎。

### 曹操部下
建安元年（196年）董昭奉承天子近臣楊奉，令楊奉支持封爵曹操為鎮東將軍，費亭侯。另外封董昭為符節令。同年董昭又獻計曹操誘騙楊奉領天子到許昌。後張楊被殺，董昭被派往招降張楊舊部薛洪、繆尚等人，董昭因此被封冀州州牧。
建安四年（199年）曹操派劉備攻袁術，董昭與程昱、郭嘉等都警告曹操放劉備必反，劉備叛變後為曹操攻破，董昭被封為徐州州牧。
次年官渡之戰董昭被派往魏郡作太守抵抗顏良。圍鄴城戰中，董昭寫書信勸降袁紹同族春卿。平定鄴城後，封董昭為諫議大夫。曹操攻烏丸蹋頓時命董昭開鑿平虜、泉州二渠幫助運糧。董昭因此被封千秋亭侯，後封司空軍祭酒。董昭期後向曹操建議恢復古代五等封建制，為日後篡漢鋪路。
建安十七年（212年），董昭獻計曹操受魏公。建安二十一年（216年），助曹操封魏王之號。建安二十四年（219年）關羽圍曹仁於樊城中，孫權与曹操结盟，答應袭击关羽根据地江陵但要求保密，众谋臣也都觉得应该保密。董昭则指出任由孙权夺取荆州非上策，建议曹操当面答应保密，其实以箭矢射入樊城中通知城內以振奮士氣，料定关羽自认为后方稳固且襄樊可破不会回救，即使回救也能令襄樊解围。曹操依计而行，襄樊守军果然振奋，关羽也果然没有回救。

### 輔助魏帝
黃初元年（220年）曹丕即王位，拜董昭將作大匠。同年曹丕即帝位，遷董昭大鴻臚、右鄉侯。次年（221年），賜董昭弟董訪爵關內侯，董昭為侍中。
黃初三年（222年），曹休欲攻江南，曹丕擔心曹休冒進，董昭看穿曹休將軍如臧霸已經十分富貴，只希望安定退休而已，必定不會以命相摶，結果曹休不能如願南下。夏侯尚等攻江陵，以水淺，造浮橋攻城，董昭認為此舉脆弱，結果不久水漲，曹軍及時撤出。
黃初五年（224年），封成都鄉侯、太常。同年，徙光祿大夫、給事中。跟從曹丕東征，黃初七年（226年）曹丕歸來後拜董昭為太僕。同年曹叡即位，董昭進爵樂平侯、衛尉、一子爵關內侯。
太和四年（230年），董昭上陳流末之弊，令諸葛誕、鄧颺等被罷免。太和六年（232）七月任為司徒。青龍四年五月乙卯日（236年7月4日）病逝，享年81歲，諡定侯。

## 其他
黃初初年（221年-222年），董昭有一次躺在同任侍中的蘇則大腿上，蘇則反推開董昭並說：“我蘇則之膝，不是佞人的枕頭。”
太和年間，同鄉的吳質不被鄉人看好，和董昭入朝時，曾經向董昭抱怨說：「我真想尿死那些鄉人！」，董昭回應：「你不要這樣，我都八十了，不能老是為你淹死他們的。」

## 家庭
- 董訪，弟弟
- 董胄，嗣子，歷任郡守、九卿
- 侄女董氏，司馬芝妻[5]

## 评价
- 曹丕：「君论此事，何其审也！正使张、陈当之，何以复加。」
- 陈寿：「程昱、郭嘉、董昭、刘晔、蒋济才策谋略，世之奇士，虽清治德业，殊於荀攸，而筹画所料，是其伦也。」
- 郝经：「危哉！昭烈防不出数子之彀，操之遣拒袁术也，昱嘉昭皆以为不可遣，毒手莫施幸而飏去，料敌制胜卒使昭烈不得中原尺土。呜呼！数子何雠汉之深也。当是之时，魏有荀彧、荀攸、贾诩、程昱、郭嘉、董昭、刘晔、蒋济、司马懿为之谋，吴有张昭、周瑜、鲁肃、吕蒙、陆逊运其筹。」
- 胡三省：「昭人品不足称，其谋略妙，不下二荀。」
- 王鸣盛：「诸人皆魏之谋主也，运筹决胜，功绩卓然。」

## 延伸阅读
[在维基数据编辑]
 《三國志·卷14》，出自陳壽《三國志》